# Benny the Bull

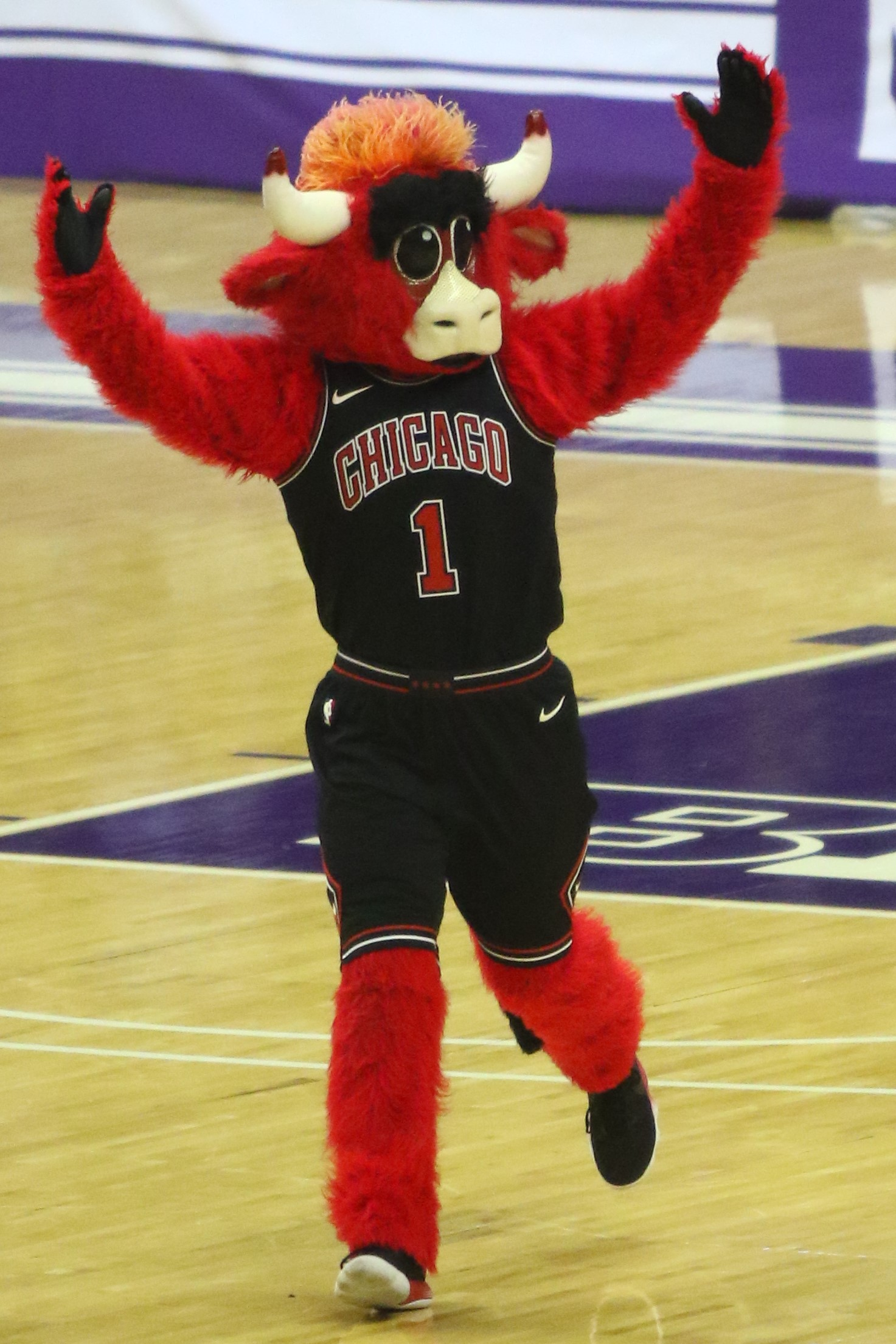
Benny the Bull w 2018

Benny the Bull (powszechnie znany jako Benny) – maskotka drużyny koszykarskiej Chicago Bulls występującej w lidze National Basketball Association (NBA). Benny jest maskotką „Byków” od 1969; obecny wygląd maskotki istnieje od 2004.
Benny nosi koszulkę z numerem „1” i napisem „Benny” na plecach. Posiada kilka różnych kostiumów, które zakłada w zależności od tego jaki ma nastrój – przebiera się za czarodzieja, sędziego, świętego mikołaja, wampira lub na formalnych spotkaniach występuje w swoim smokingu. Benny to utalentowany „Byk” gdyż potrafi oprócz grania w koszykówkę jeździć na rowerze, surfować, grać w grę Simon mówi, tańczyć, czytać, pełnić obowiązki gospodarza meczu koszykówki, prezentować magiczne sztuczki oraz wiązać własne buty.
Oprócz rozbawiania kibiców na meczach „Byków” Benny odpowiada także za publiczny wizerunek Chicago występując w szkołach by promować umiejętność czytania i pisania oraz ważność dobrego wykształcenia. 
W 2013 Benny został nazwany najpopularniejszą maskotką w sporcie przez amerykański dwutygodnik Forbes.